# Hoa hậu Thế giới 2002

Kết quả cuộc thi Hoa hậu Thế giới 2002

Hoa hậu Thế giới 2002 là cuộc thi Hoa hậu Thế giới lần thứ 52, đêm chung kết diễn ra vào ngày 7 tháng 12 năm 2002. Ban đầu cuộc thi được tổ chức ở Abuja, thủ đô của Nigeria. Nhưng Nigeria là một quốc gia theo đạo Hồi, vốn không mấy hoan nghênh các cuộc thi sắc đẹp. Những cuộc biểu tình chống đối cuộc thi Hoa hậu Thế giới đã diễn ra kèm theo bạo lực đã cướp đi sinh mạng hàng trăm người dân Nigeria. Cuộc thi phải chuyển sang Lâu đài Alexandra ở thủ đô Luân Đôn, Anh Quốc. Năm 2002 có tất cả 88 thí sinh tham dự cuộc thi Hoa hậu Thế giới.

## Các kết quả

### Các danh hiệu cao nhất
| Kết quả               | Thí sinh |
| --------------------- | --- |
| Hoa hậu Thế giới 2002 | - Thổ Nhĩ Kỳ – Azra Akin |
| Á hậu 1               | - Colombia – Natalia Peralta |
| Á hậu 2               | - Peru – Marina Mora |
| Top 10                | - Úc – Goizeder Azúal - Trung Quốc – Ngô Anh Na - Nigeria – Katherine Ann Manalo - Na Uy – Kathrine Sørland - Philippines – Nicole-Rita Ghaza - Hoa Kỳ – Rebekah Chantay Revels - Venezuela – Chinenye Ochuba-Akinlade                                                                               |
| Top 20                | - Aruba – Ana Sargic - Bosna và Hercegovina – Danijela Vins - Curaçao – Anna Tatarintseva - Ấn Độ – Ayannette Mary Ann Statia - Ý – Susanne Zuber - Hà Lan – Shruti Sharma - Puerto Rico – Cassandra Polo Berrios - Nga – Elise Boulogne - Việt Nam – Phạm Thị Mai Phương - Nam Tư – Rachelle Oduber |

### Các nữ hoàng sắc đẹp khu vực
| Khu vực            | Thí sinh                      |
| ------------------ | ----------------------------- |
| Châu Phi           | - Nigeria – Chinenye Akinlade |
| Châu Mỹ            | - Colombia – Natalia Peralta  |
| Châu Á & Đại dương | - Trung Quốc – Ngô Anh Na     |
| Vùng Caribê        | - Aruba – Rachelle Oduber     |
| Châu Âu            | - Thổ Nhĩ Kỳ – Azra Akin      |

### Các giải thưởng đặc biệt
| Giải thưởng                  | Thí sinh                      |
| ---------------------------- | ----------------------------- |
| Thiết kế trang phục đẹp nhất | - Thổ Nhĩ Kỳ – Azra Akin      |
| Hoa hậu Tài năng             | - Hoa Kỳ – Rebekah Revels     |
| Học bổng                     | - Eswatini – Nozipho Shabangu |

### Thứ tự công bố
| - Nhóm 1: 1. Thổ Nhĩ Kỳ 2. Hà Lan 3. Nigeria 4. Colombia - Nhóm 2: 1. Puerto Rico 2. Trung Quốc 3. Nam Tư 4. Nga - Nhóm 3: 1. Peru 2. Na Uy 3. Việt Nam 4. Ấn Độ 5. Curaçao - Nhóm 4: 1. Aruba 2. Úc 3. Philippines - Nhóm 5: 1. Bosna và Hercegovina 2. Ý 3. Venezuela 4. Hoa Kỳ | 1. Úc 2. Trung Quốc 3. Colombia 4. Nigeria 5. Na Uy 6. Peru 7. Philippines 8. Thổ Nhĩ Kỳ 9. Hoa Kỳ 10. Venezuela |

## Các thí sinh
| - Albania - Anjeza Maja - Algérie - Lamia Saoudi - Quần đảo Virgin (Mỹ) - Hailey Cagan - Angola - Rosa Mujinga Muxito - Antigua - Zara Razzaq - Argentina - Tamara Henriksen - Aruba - Rachelle Oduber - Úc - Nicole Rita Gazal - Bahamas - T'Shura Ambrose - Barbados - Natalie Webb-Howell - Bỉ - Sylvie Doclot - Belize - Karen Russell - Bolivia - Alejandra Montero - Bosnia & Herzegovina - Daniela Vinš - Botswana - Lomaswati Dlamini - Brasil - Taíza Thomsen - Bulgaria - Desislava Antoniya Guleva - Canada - Lyndsey Bennett - Chile - Daniela Casanova - Trung Quốc - Ngô Anh Na - Colombia - Natalia Peralta - Croatia - Nina Slamić - Curaçao - Ayanette Statia - Síp - Angela Droudsioutou - Cộng hòa Séc - Kateřina Smržová - Ecuador - Jessica Angulo - Anh - Daniella Luan - Estonia - Triin Sommer - Phần Lan - Hanne Hynnynen - Pháp - Caroline Chamorand - Đức - Indira Selmic - Ghana - Shaida Buari - Gibraltar - Damaris Hollands - Hy Lạp - Katerina Georgiadou - Guyana - Odessa Phillips - Hà Lan - Elise Boulogne - Hồng Kông Trung Quốc - Tả Tuệ Kỳ - Hungary - Renata Rosz - Ấn Độ - Shruti Sharma - Ireland - Lynda Duffy - Israel - Karol Lowenstein - Ý - Susanne Zuber - Jamaica - Danielle O'Hayon - Nhật Bản - Yuko Nabeta | - Kazakhstan - Olga Sidorenko - Kenya - Maryanne Kariuki - Latvia - Baiba Svarca - Liban - Bethany Kehdy - Litva - Oksana Semenišina - Bắc Macedonia - Jasna Spasovska - Malaysia - Mabel Ng - Malta - Joyce Gatt - México - Blanca Zumárraga - Namibia - Ndapewa Alfons - New Zealand - Rachel Huljich - Nicaragua - Hazel Calderón - Nigeria - Chinenye Ochuba - Bắc Ireland - Gayle Williamson - Na Uy - Kathrine Sørland - Panama - Yoscelin Sánchez - Perú - Marina Mora - Philippines - Katherine Anne Manalo - Ba Lan - Marta Matyjasik - Puerto Rico - Cassandra Polo - România - Cleopatra Popescu - Nga - Anna Tatarintseva - Scotland - Paula Murphy - Singapore - Sharon Cintamani - Slovakia - Eva Verešová - Slovenia - Nataša Krajnc - Nam Phi - Claire Sabbagha - Tây Ban Nha - Lola Alcocer - Eswatini - Nozipho Shabangu - Thụy Điển - Sophia Hedmark - Tahiti - Rava Maiarii - Tanzania - Angela Damas Mtalima - Thái Lan - Ticha Leungpairoj - Trinidad & Tobago - Janelle Rajnauth - Thổ Nhĩ Kỳ - Azra Akin - Uganda - Rehema Ni Nakuya - Ukraina - Iryna Udovenko - Hoa Kỳ - Rebekah Revels - Uruguay - Natalia Figueras - Venezuela - Goizeder Azúa - Việt Nam - Phạm Thị Mai Phương - Wales - Michelle Bush - Nam Tư - Ana Šargić - Zimbabwe - Linda van Beek |

## Một số lưu ý

### Lần đầu tiên tham dự
- Albania
- Algérie
- Việt Nam

### Sự trở lại của các quốc gia và vùng lãnh thổ
Lần cuối cùng tham dự là năm 1991:
- Belize

Lần cuối cùng tham dự là năm 2000:
- Bahamas
- Curaçao
- Kazakhstan
- Litva

### Bỏ cuộc
- Bangladesh
- Quần đảo Virgin (Anh)
- Cộng hòa Dominica
- Malawi
- Bồ Đào Nha
- St. Maarten

### Tẩy chay
Tẩy chay một số quốc gia và các thí sinh:
- Áo - Celine Roschek
- Costa Rica - Shirley Álvarez
- Đan Mạch - Masja Juel
- Iceland - Eyrún Steinsson
- Mauritius - Karen Alexandre
- Sri Lanka - Nilusha Gamage
- Thụy Sĩ - Nadine Vinzens

Các thí sinh tẩy chay cuộc thi (trước khi tham dự):
- Bỉ - Ann Van Elsen
- Đức - Katrin Wrobel
- Ý - Pamela Camassa
- Nam Phi - Karen Lourens
- Nam Phi - Vanessa Carreira

Các thí sinh tẩy chay cuộc thi (khi ở Luân Đôn):
- Canada - Lynsey Ann Bennett
- Panama - Yoscelin Sánchez
- Tây Ban Nha - Lola Alcocer
- Tahiti - Rava Maiarii

Bỏ cuộc trong quá trình diễn ra cuộc thi:
- Hàn Quốc - Chang Yoo-kyoung

## Ghi nhận lịch sử
- 15 trong tổng số 20 thí sinh vào bán kết không có tên trong vòng bán kết của năm 2001: Puerto Rico (1985), Hà Lan (1990), Philippines (1994), Úc (1997), Peru (1998), Na Uy và Venezuela (1999), Colombia, Ấn Độ, Italy, Thổ Nhĩ Kỳ, và Hoa Kỳ (2000). Bosnia & Herzegovina, Curaçao và Việt Nam vào bán kết Hoa hậu Thế giới lần đầu tiên. Trong khi Curaçao tham dự từ năm 1975, và Bosnia & Herzegovina tham dự từ năm 1996, thì Việt Nam lần đầu tiên dự thi Hoa hậu Thế giới.